# La Grande-Verrière
La Grande-Verrière és un municipi francès, situat al departament de Saona i Loira i a la regió de Borgonya - Franc Comtat. L'any 2007 tenia 541 habitants.

## Demografia

### Població
El 2007 la població de fet de La Grande-Verrière era de 541 persones. Hi havia 248 famílies, de les quals 88 eren unipersonals (44 homes vivint sols i 44 dones vivint soles), 88 parelles sense fills, 60 parelles amb fills i 12 famílies monoparentals amb fills.
La població ha evolucionat segons el següent gràfic:
Habitants censats

### Habitatges
El 2007 hi havia 414 habitatges, 255 eren l'habitatge principal de la família, 140 eren segones residències i 19 estaven desocupats. 398 eren cases i 13 eren apartaments. Dels 255 habitatges principals, 212 estaven ocupats pels seus propietaris, 34 estaven llogats i ocupats pels llogaters i 9 estaven cedits a títol gratuït; 3 tenien una cambra, 26 en tenien dues, 49 en tenien tres, 82 en tenien quatre i 95 en tenien cinc o més. 185 habitatges disposaven pel capbaix d'una plaça de pàrquing. A 111 habitatges hi havia un automòbil i a 117 n'hi havia dos o més.

### Piràmide de població
La piràmide de població per edats i sexe el 2009 era:
| Homes | Edats   | Dones |
| ----- | ------- | ----- |
| 0     | 95 o +  | 12    |
| 4     | 90 a 94 | 0     |
| 8     | 85 a 89 | 12    |
| 0     | 80 a 84 | 8     |
| 8     | 75 a 79 | 16    |
| 24    | 70 a 74 | 20    |
| 20    | 65 a 69 | 20    |
| 12    | 60 a 64 | 28    |
| 20    | 55 a 59 | 12    |
| 28    | 50 a 54 | 12    |
| 20    | 45 a 49 | 20    |
| 32    | 40 a 44 | 20    |
| 8     | 35 a 39 | 20    |
| 20    | 30 a 34 | 20    |
| 8     | 25 a 29 | 12    |
| 8     | 20 a 24 | 8     |
| 16    | 15 a 19 | 8     |
| 16    | 10 a 14 | 20    |
| 16    | 5 a 9   | 8     |
| 12    | 0 a 4   | 8     |

## Economia
El 2007 la població en edat de treballar era de 330 persones, 232 eren actives i 98 eren inactives. De les 232 persones actives 221 estaven ocupades (122 homes i 99 dones) i 11 estaven aturades (4 homes i 7 dones). De les 98 persones inactives 45 estaven jubilades, 23 estaven estudiant i 30 estaven classificades com a «altres inactius».

### Ingressos
El 2009 a La Grande-Verrière hi havia 249 unitats fiscals que integraven 542 persones, la mediana anual d'ingressos fiscals per persona era de 17.284 €.

### Activitats econòmiques
Dels 12 establiments que hi havia el 2007, 1 era d'una empresa extractiva, 1 d'una empresa alimentària, 1 d'una empresa de fabricació d'altres productes industrials, 3 d'empreses de construcció, 2 d'empreses de comerç i reparació d'automòbils, 2 d'empreses d'hostatgeria i restauració, 1 d'una empresa de serveis i 1 d'una entitat de l'administració pública.
Dels 3 establiments de servei als particulars que hi havia el 2009, 1 era un paleta, 1 fusteria i 1 lampisteria.
Dels 2 establiments comercials que hi havia el 2009, 1 era una botiga de menys de 120 m² i 1 una botiga de material de revestiment de parets i terra.
L'any 2000 a La Grande-Verrière hi havia 36 explotacions agrícoles que ocupaven un total de 1.702 hectàrees.

## Equipaments sanitaris i escolars
El 2009 hi havia una escola elemental integrada dins d'un grup escolar amb les comunes properes formant una escola dispersa.

## Poblacions més properes
El següent diagrama mostra les poblacions més properes.